# کرباسی

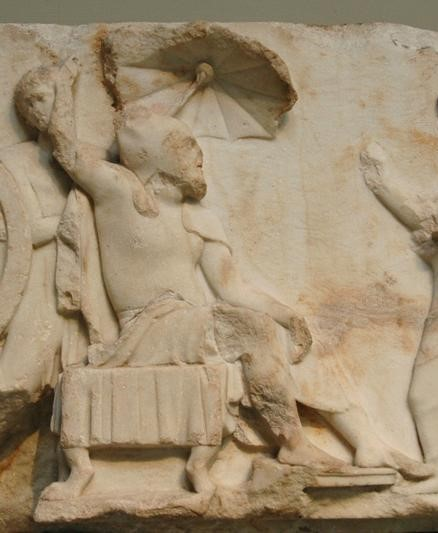
ساتراپ آربیناس با کرباسی. بنای یادبود نرید.

کرباسی (فارسی باستان: *kurpāsa) نوعی سرپوش بود که ساتراپ‌های شاهنشاهی هخامنشی می‌پوشیدند.  بعداً توسط چندین سلسله پس از هخامنشی، از جمله اشکانیان اولیه پارت، آریارادها اولیه کاپادوکیه، یرواندی‌های سوفنه، و فرترکه پارس پذیرفته شد. 
کرباسی گاهی به اشتباه باشلیق، کلمه ترکی (bashlık در ترکی) برای پوشش استفاده  می کردند مشابهی که توسط کومان‌ها، کیپچاک‌ها و تاتارها در قرون وسطی استفاده می‌شد، نامیده می‌شود. 